# Olly Alexander
Olly Alexander, születési nevén Oliver Alexander Thornton (Harrogate, Anglia, 1990. július 15. –) angol énekes, zenész és színész, a londoni Years & Years együttes frontembere. Ő képviselte az Egyesült Királyságot a 2024-es Eurovíziós Dalfesztiválon, Malmőben.

## Élete
Oliver Alexander Thornton 1990. július 15-én született Yorkshire-ben az Egyesült Királyságban. Édesanyja Vicki Thornton, aki a Coleford zenei fesztivál egyik alapítója. Tinédzserkorában kirúgták iskolájából, ezért elkezdett dolgozni egy helyi színházban.

## Színészi karrier
Első színházi szerepét 2010 szeptemberében kapta meg a The Aliens című darabban, ahol Ralf Little és Mackenzie Crook oldalán játszhatott. A televízió képernyőn 2008-ban debütált, a Summerhill című filmben. 2009-ben több filmben is kapott kisebb-nagyobb szerepet, mint a Fényes csillagban vagy az Enter the Voidban, de a Gulliver utazásaiban is szerepelt. 2011-ben a The Dish & The Spoonban láthattuk. 2012-ben feltűnt a Derűs égbolt esküvőrében és a Szép remények című filmben is szerepet kapott, itt Herbert Pocketként láthattuk. 2013-ban kapta meg első nagyobb szerepét a BAFTA-díjas brit sorozatban, a Skinsben. Itt a hetedik évad Pure című epizódjaiban láthattuk Hannah Murray oldalán. 2014-ben ismét a színésznővel dolgozott együtt a God Help The Girl című musicalben, ahol még az ausztrál Emily Browninggal is együtt játszott. Ősszel a The Riot Clubban mutatta meg tehetségét. 2015-ben érkezett Funny Bunny című filmje, ahol Tittyt alakította.

## Years & Years
2010-ben alapította meg a Years & Years elnevezésű zenekart Mikey Goldsworthyvel és Emre Turkmennel. Első kislemezük sokat váratott magára, ugyanis csak 2012-ben jelent meg. A dal az "I Wish I Knew" címet kapta, azonban nem ért el nagy sikert. 2013-ban kiadták második kislemezüket, a "Traps"t, mely az ugyanilyen elnevezésű EP lemezen is megtalálható volt. Ekkor a Kitsuné France-nál volt lemezszerződésük. "Real" című EP és kislemezük 2014 februárjában jelent meg. Ez a dal hozta meg számukra a várva várt siker, ehhez pedig az is hozzájárult, hogy a videóklipben Olly egyik barátja, Ben Whishaw is közreműködött. Augusztusban adták ki "Take Shelter" című dalukat, melyet már a brit Polydor Records / Copenhagen Records finanszírozott. A dal sikere elsöprő volt, egy jelölést is kapott a Popjustice Music Price 2014-en. Novemberben jelent meg legújabb kislemezük a "Desire", mely egészen a 22. helyig eljutott a brit ranglistákon. 2015-ben két turnéjuk is tervben van, egy észak-amerikai párhelyszínes kisturné, és egy szintén kisebb brit turné január/februárban. Debütáló albumuk 2015. július 10-én jelenik meg Communion címmel, amiről 2015. február 27-én a "King" című kislemez is kikerült, és amely Skóciában és az Egyesült Királyságban is az első helyig tornászta fel magát.

## Szólókarrier
2023. december 16-án a BBC bejelentette, hogy őt választották ki, hogy képviselje az Egyesült Királyságot a 2024-es Eurovíziós Dalfesztiválon Malmőben. A verseny döntőjében a tizennyolcadik helyen végzett.

## Magánélete
Alexander a Clean Bandit együttes hegedűsével, Neil Milan Amin-Smith-szel él párkapcsolatban. A pár az azonos nemű párok házasságkötéséről szóló ír népszavazáson az igen szavazat mellett Instagram-posztban állt ki.

## Diszkográfia

### Albumok
- Communion (2015) – A Years & Years-szel
- Polari (2025)

### Kislemezek
- Traps (2013)
- Desire (2014)
- Take Shelter/Breathe (2014)
- Real (2014)
- Shine (2015)
- King (2015)
- Y & Y (2015)

### Közreműködések
- Sunlight (2014) (The Magiciannel közösen)
- Illuminate (2014) (Touristtal közösen)

## Film és sorozatszerepei
| Év   | Cím                   | Eredeti cím                      | Szerep         |
| ---- | --------------------- | -------------------------------- | -------------- |
| 2008 | Summerhill            | Summerhill                       | Ned            |
| 2009 | Lewis                 | Lewis                            | Hayden Wishart |
| 2009 | Fényes csillag        | Bright Star                      | Tom Keats      |
| 2009 | Tormented             | Tormented                        | Jason Banks    |
| 2009 | Hirtelen az üresség   | Enter the Void                   | Victor         |
| 2009 | Dust                  | Dust                             | Elias          |
| 2010 | Gulliver utazásai     | Gulliver's Travels               | August herceg  |
| 2011 | The Dish & the Spoon  | The Dish & the Spoon             | Boy            |
| 2012 | Derűs égbolt esküvőre | Cheerful Weather for the Wedding | Tom            |
| 2012 | Szép remények         | Great Expectations               | Herbert Pocket |
| 2013 | Skins                 | Skins                            | Jacob          |
| 2013 | Le Week-End           | Le Week-End                      | Michael        |
| 2014 | God Help the Girl     | God Help the Girl                | James          |
| 2014 | Londoni rémtörténetek | Penny Dreadful                   | Fenton         |
| 2014 | The Riot Club         | The Riot Club                    | Toby Maitland  |
| 2015 | Funny Bunny           | Funny Bunny                      | Titty          |
| 2021 | Ez bűn                | It's a sin                       | Ritchie Tozer  |

## További információ
- Olly Alexander a Facebookon
- Olly Alexander a PORT.hu-n (magyarul)
- Olly Alexander az Internetes Szinkronadatbázisban (magyarul)
- Olly Alexander az Internet Movie Database-ben (angolul)
- Olly Alexander a Rotten Tomatoeson (angolul)